# Semelparität
Semelparität oder Semelparie, seltener Semelparitie genannt (lat. semel für „einmal“, pario für „gebären“), bezeichnet einen Lebenszyklus, bei dem sich der betreffende Organismus nur einmal in seinem Leben sexuell fortpflanzt. In den meisten Fällen sterben semelpare Organismen kurz nach ihrer Fortpflanzung, die auch noch die Brutpflege mit einschließen kann, ab.
Das Gegenstück von Semelparität ist die sogenannte Iteroparität, von lat. itero für „mehrmals“.
Aus ökologischer Sicht dient die Fortpflanzungsstrategie der Semelparität der jeweiligen Art dazu, sämtliche Ressourcen der Elterngeneration ungeteilt in den eigenen Nachwuchs zu investieren. Dagegen müssen iteropare Arten einen Teil ihrer Energie für den Selbsterhalt nutzen, sonst könnten sie sich nicht wiederholt fortpflanzen.
Zum Ausgleich dafür, dass sie sich nur ein einziges Mal fortpflanzen, sorgen semelpare Arten in der Regel für mehr Nachwuchs, wie Insektenkundler an der University of Oxford nachweisen konnten.

## Beispiele

### Semelpare Tiere

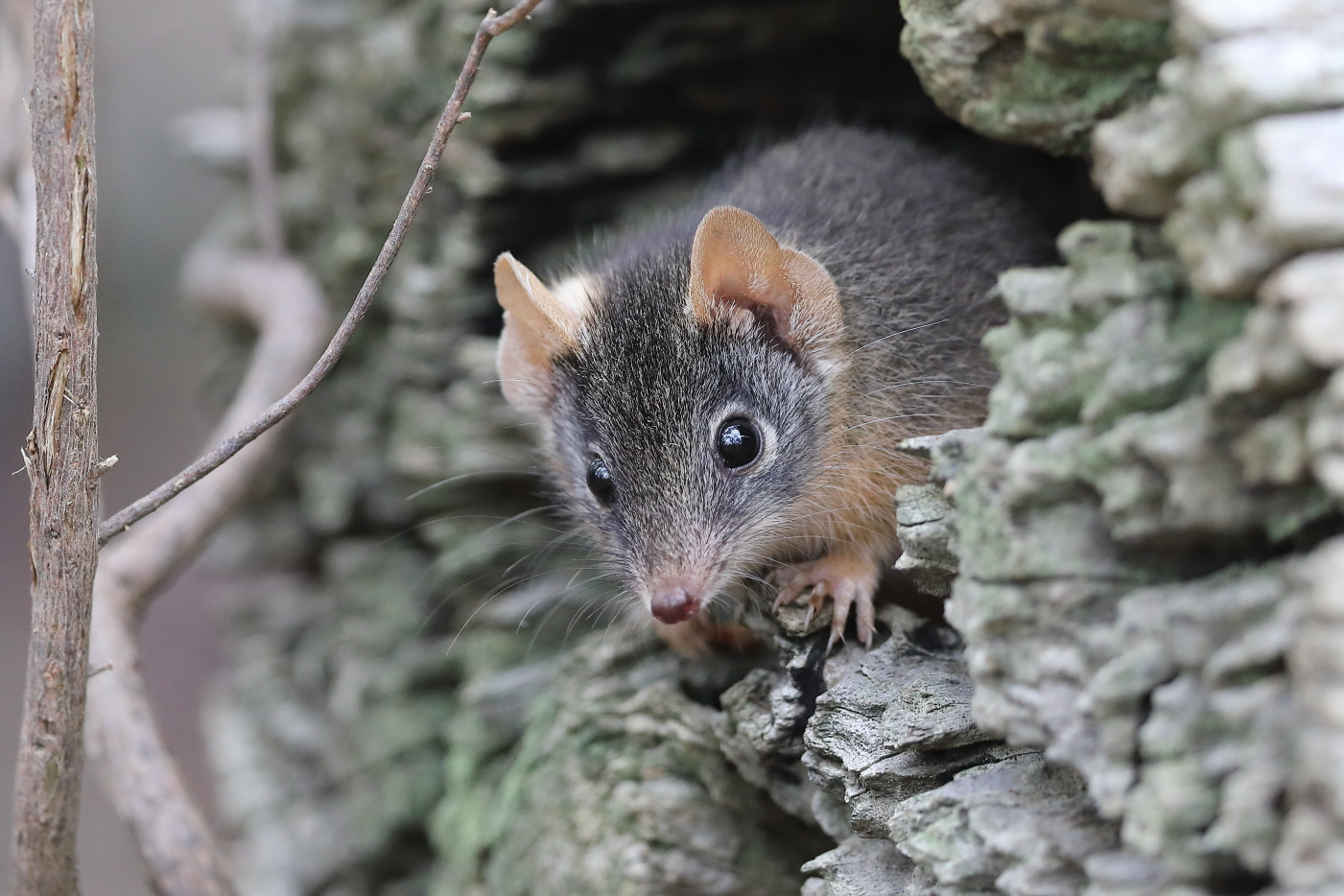
Beispiel für einen semelparen Kleinsäuger, die Gelbfuß-Beutelmaus

#### Säugetiere
- Einige Beuteltiere, wie die Breitfuß-Beutelmäuse, paaren sich über Stunden mit so vielen Partnerinnen wie möglich und legen zwischendurch weite Strecken zurück, um möglichst viele Weibchen zu erreichen. Bei den semelparen Männchen führt dieses Verhalten zur Auszehrung und zum Zusammenbruch des Immunsystems, woran sie schließlich sterben.[6]
- Die Männchen des im nördlichen Australien lebenden Zwergbeutelmarders (Dasyurus hallucatus) sind die größten bekannten Säugetiere, die nach der Fortpflanzung sterben. Dies ist auf Überanstrengung und mangelnden Schlaf zurückzuführen. Die Weibchen paaren sich maximal vier Perioden lang.[7]

#### Fische

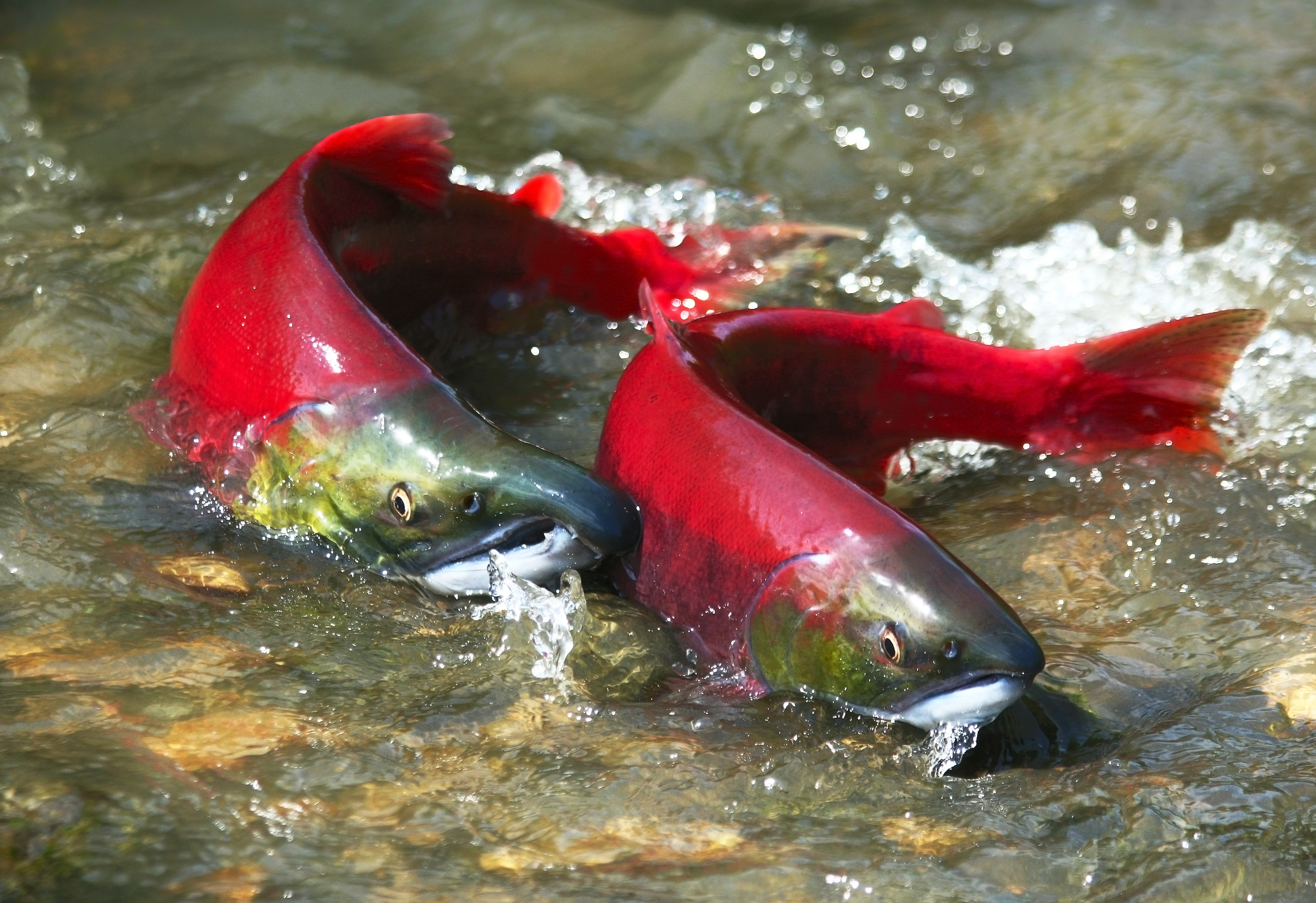
Rotlachse zählen zu den semelparen Pazifischen Lachsen

- Pazifische Lachse (Oncorhynchus spp.), die als Wanderfische im Meer aufwachsen, schwimmen zum Ablaichen die Flüsse empor, paaren sich in Bächen in deren Oberläufen und setzen dort ihren Laich ab. Während der Laichwanderung verändern sich die Körper der Lachse und sie nehmen kaum noch oder gar keine Nahrung mehr auf, so dass die meisten von ihnen nach der Fortpflanzung entkräftet in den Laichgewässern verenden. Dieser „Fortpflanzungstod“ wird zusätzlich durch den extremen Anstieg des Cortisolspiegels begünstigt. Nur etwa 5 Prozent der pazifischen Lachse überleben und gehen erneut auf Laichwanderung.[8][9]

- Aale, wie z. B. der Europäische Aal (Anguilla anguilla), pflanzen sich nur ein einziges Mal am Ende ihres Lebens fort, bevor sie sterben. Vorher legen sie mitunter 5.000 Kilometer zurück, um zum Ablaichen ihren Geburtsort zu erreichen.[10]

#### Weichtiere

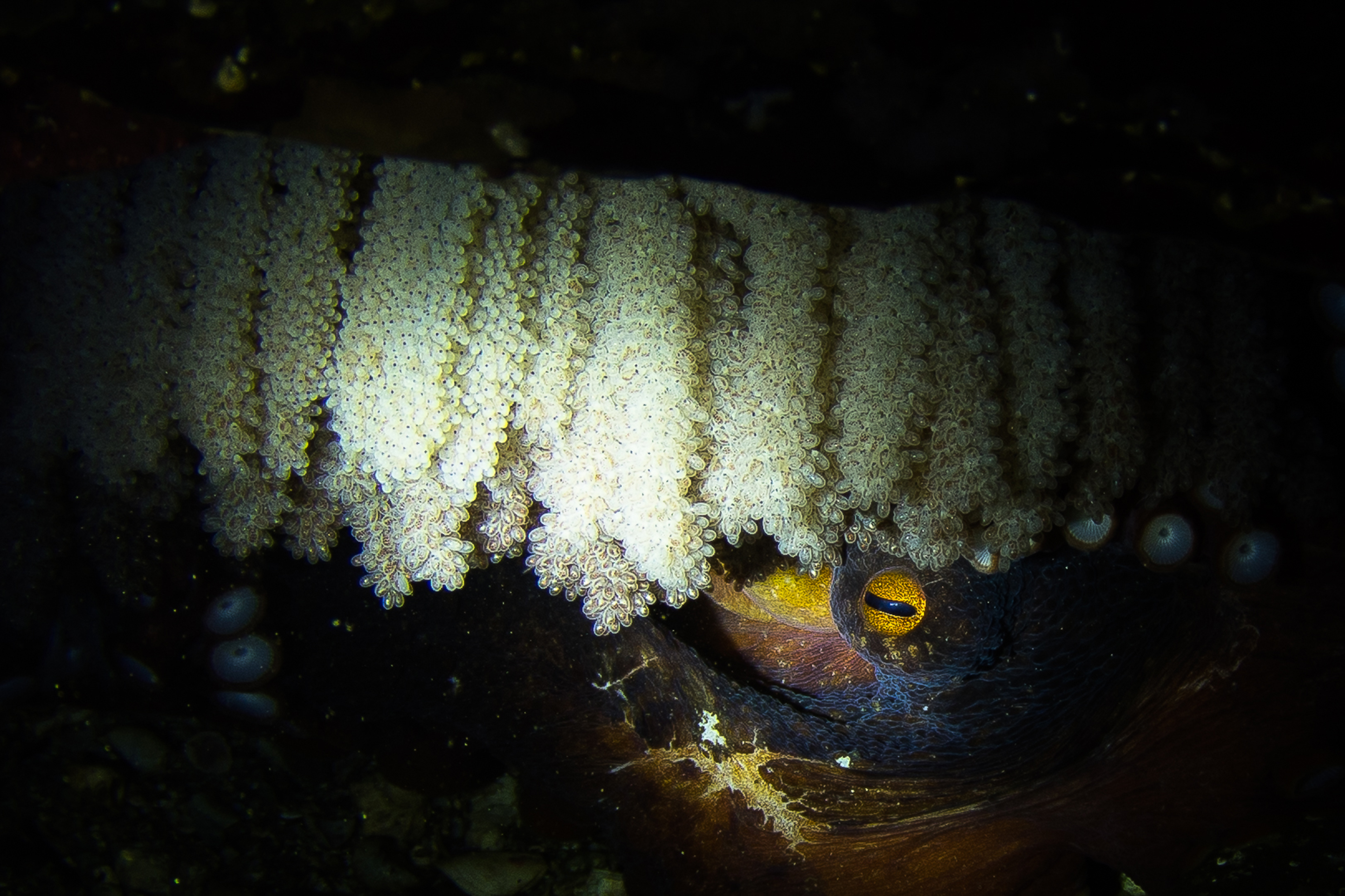
Weiblicher Oktopus mit Gelege

- Manche Kraken (Octopoda, wie der Octopus mimus), bei denen das Weibchen die von ihm an die Oberseite einer Höhle gelegten Eier bewacht und ihnen Sauerstoff zufächelt, fressen während der gesamten Zeit der Brutpflege nicht. Nach dem Schlupf des Nachwuchses sterben sie und werden von diesem gefressen.[11]

- Das semelpare Weibchen des Tiefsee-Oktopus ist mit viereinhalb Jahren Brutpflege (53 Monate konnten nachgewiesen werden) im nur 7 Grad warmen Wasser der Tiefsee die Rekordhalterin in Sachen längste Brutzeit.[12]

- Nacktschnecken wie der Dunkle Kielschnegel, die Schwarze Wegschnecke und die Spanische Wegschnecke sind nicht nur Simultanzwitter, mit der Fähigkeit zur zeitversetzten Befruchtung und Selbstbefruchtung, sie sterben in den meisten Fällen auch nach der Eiablage.[13]

#### Gliederfüßer
- Bei der Röhrenspinnenart Stegodyphus lineatus lässt sich die Spinnenmutter von ihrem eigenen Nachwuchs fressen (siehe auch: Matriphage).[14]
- Einige Arten von Süßwassergarnelen wie Palaemonetes paludosus und Palaemonetes kadiakensis[15]

#### Insekten

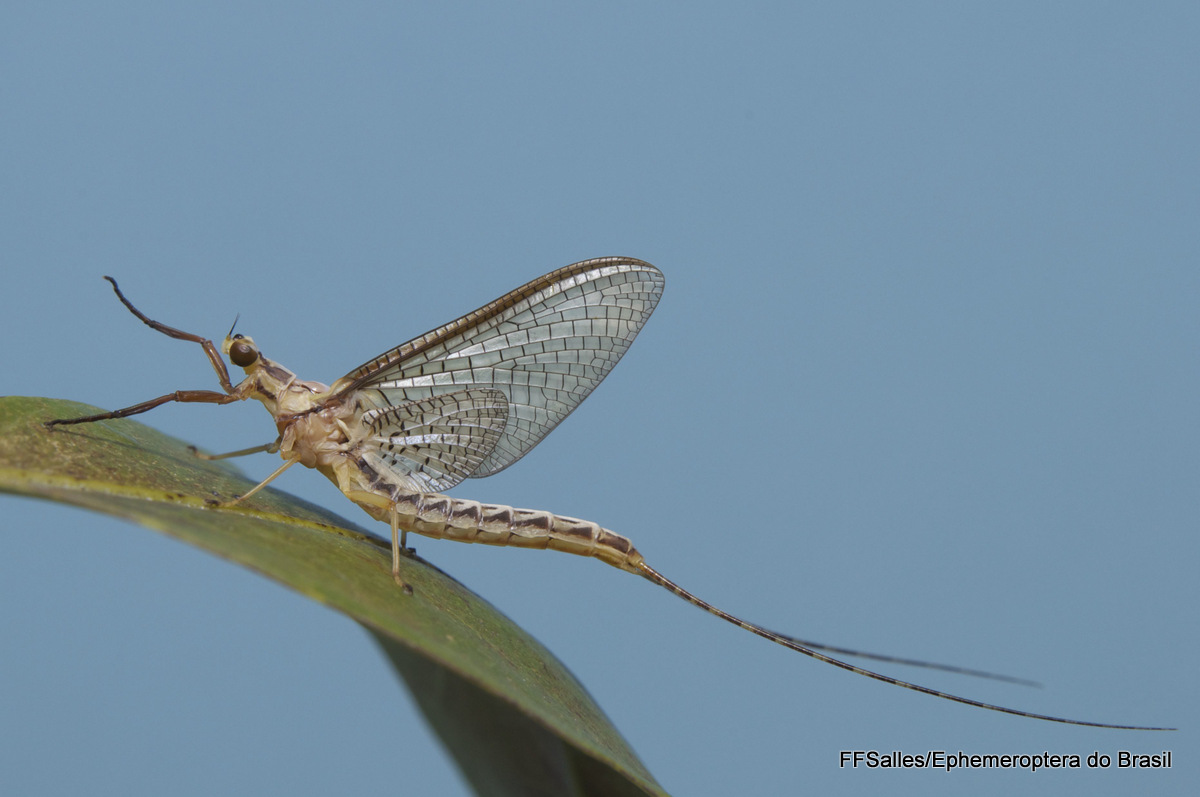
Eintagsfliegen können als ausgewachsenes Insekt keine Nahrung zu sich nehmen und sterben unmittelbar nach der Paarung bzw. der Eiablage.

- Adulte Libellen leben, im Gegensatz zu ihren mehrjährigen Larven, in der Regel nur wenige Wochen und pflanzen sich in dieser Zeit nur einmal fort.[16]

- Eintagsfliegen (Ephemeroptera), wie die Theiß-Eintagsfliege Palingenia longicauda, können nach der Verwandlung zum Imago keine Nahrung mehr aufnehmen und sterben unmittelbar nach der Paarung bzw. der Eiablage.[17]

- Fächerflügler (Strepsiptera), die als Endoparasiten andere Insekten befallen, produzieren in ihrer ersten und einzigen Paarungssaison bis zu 750.000 Larven.[18][5]

#### Urmünder
- Ringelwürmer, wie der Grüne Seeringelwurm; hier sterben sowohl männliche als auch weibliche Tiere, in der Regel innerhalb des ersten Lebensjahres, nachdem sie zum ersten Mal Spermien bzw. Eizellen produziert und abgegeben haben.[19]

- Fadenwürmer (Nematoda), wie Caenorhabditis elegans, an denen mittlerweile der Mechanismus des Alterns erforscht wird.[9]

### Semelpare bzw.hapaxanthe Pflanze

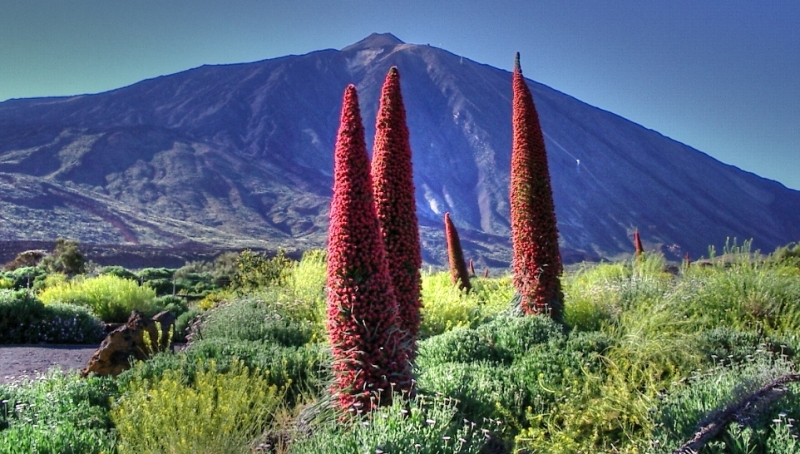
Blühende Natternköpfe (Echium Wildpretii) auf Teneriffa

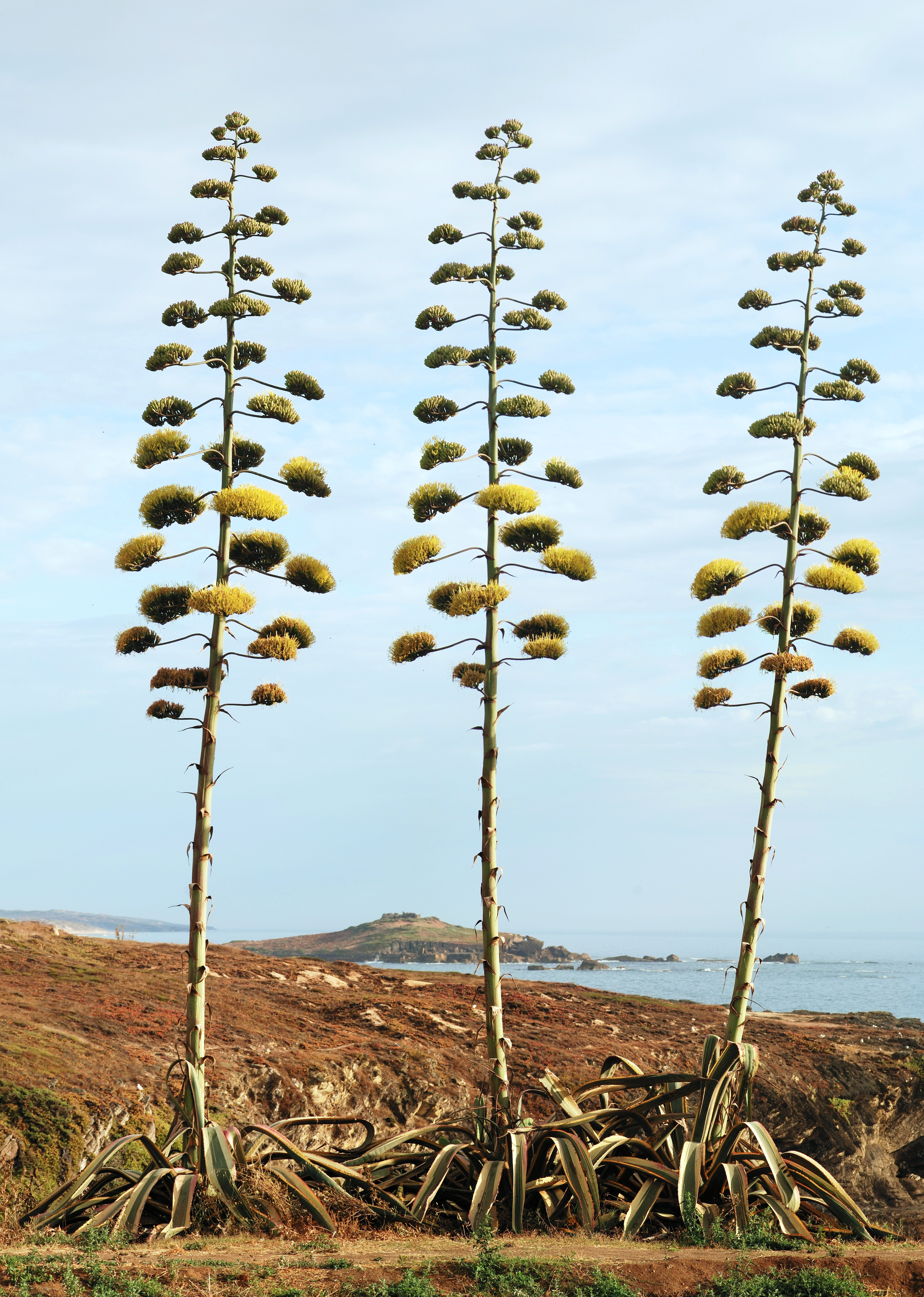
Blühende Agaven, in Porto Covo, Portugal

Semelpare Pflanzen werden auch als hapaxanth (griech. hapax = einmal, anthos = Blüte) bezeichnet und bilden in ihrer Lebenszeit nur ein einziges Mal Blüten und Früchte aus.
Eine weitere Bezeichnung für diese Arten ist monokarpe Pflanzen. Innerhalb dieser Gruppe einmal  blühender Pflanzen unterscheidet man nach Dauer, die bis zur Samenbildung und Ausreifung benötigt wird, zwischen einjährigen, zweijährigen und mehrjährigen Gewächsen.
- Agaven bilden nur ein einziges Mal einen Blütenstand aus, wobei der Energieaufwand so hoch ist, dass die Pflanze anschließend abstirbt. Im Botanischen Garten Berlin kam eine Pflanze im Alter von 60 Jahren zur Blüte.[22]

- Die seltenen Riesenbromelien Puya raimondii können über 100 Jahre alt werden und sind in Peru und Bolivien in den Anden zu finden. Sie blühen einmal am Ende ihres Lebens, was jedoch mehrere Monate dauert.[23]

- Manche Korbblütler, wie zum Beispiel die zweijährige Wollkopf-Kratzdistel, sind ebenfalls hapaxanth.[21]

- Bleiwurzgewächse, wie z. B. der mehrjährige Afghanische Strandflieder, Bukiniczia cabulica aus der Familie der Nelkenartigen, werden auch als Zierpflanze in Steingärten eingesetzt. Diese Stauden kommen wild überwiegend in Afghanistan und Pakistan vor.[24]

- Hauswurzen (Sempervivum), die ebenfalls häufig in Steingärten eingesetzt werden.

- Natternköpfe, wie zum Beispiel Wildprets Natternkopf, blühen nach drei bis fünf Jahren ein einziges Mal.[21]

- Schierlings-Wasserfenchel und der mit ihm verwandte große Wasserfenchel aus der Familie der Doldenblütler sind hapaxanthe Giftpflanzen, die auch in Europa verbreitet sind. Nachdem Schwebfliegen, Käfer und Bienen die Blüten zwischen Juni und Juli bestäubt haben, sterben die Pflanzen nach Abschluss der Samenreife Ende August ab.[25]

- Weizen, sowie alle Getreidesorten, die nicht mehrjährig sind.[26]